# منطقة مدريد
مدريد (بالإسبانية: Comunidad de Madrid) منطقة تقع في وسط إسبانيا، من سبعة عشر مناطق حكم ذاتي في إسبانيا.
عاصمتها هي مدينة مدريد والتي هي أيضاً عاصمة إسبانيا، تنفرد المنطقة بمقاطعة واحدة وهي مدريد.

## الجغرافيا
تقع مدريد في وسط إسبانيا، تحدها من الشمال والغرب منطقة قشتالة وليون، ومن الجنوب والشرق منطقة كاستيا لا منتشا.
تبلغ مساحة مدريد 8.021 كم² (ثاني عشر أكبر منطقة من حيث المساحة في إسبانيا).

### الأنهار
أهم أنهار مدريد:
- نهر تاجة (Río Tajo)
- نهر خاراما (Río Jarama)
- نهر غواداراما (Río Guadarrama)
- نهر مانثاناريس (Río Manzanares)
- نهر تييتار (Río Tiétar)

## التقسيمات الإدارية
تنقسم منطقة مدريد إلى مقاطعة رئيسية واحدة، وهي:
| المقاطعة | الاسم بالإسبانية | عدد السكان | عدد البلديات |
| -------- | ---------------- | ---------- | ------------ |
| مدريد    | Madrid           | 6.489.680  | 179          |

## معرض صور

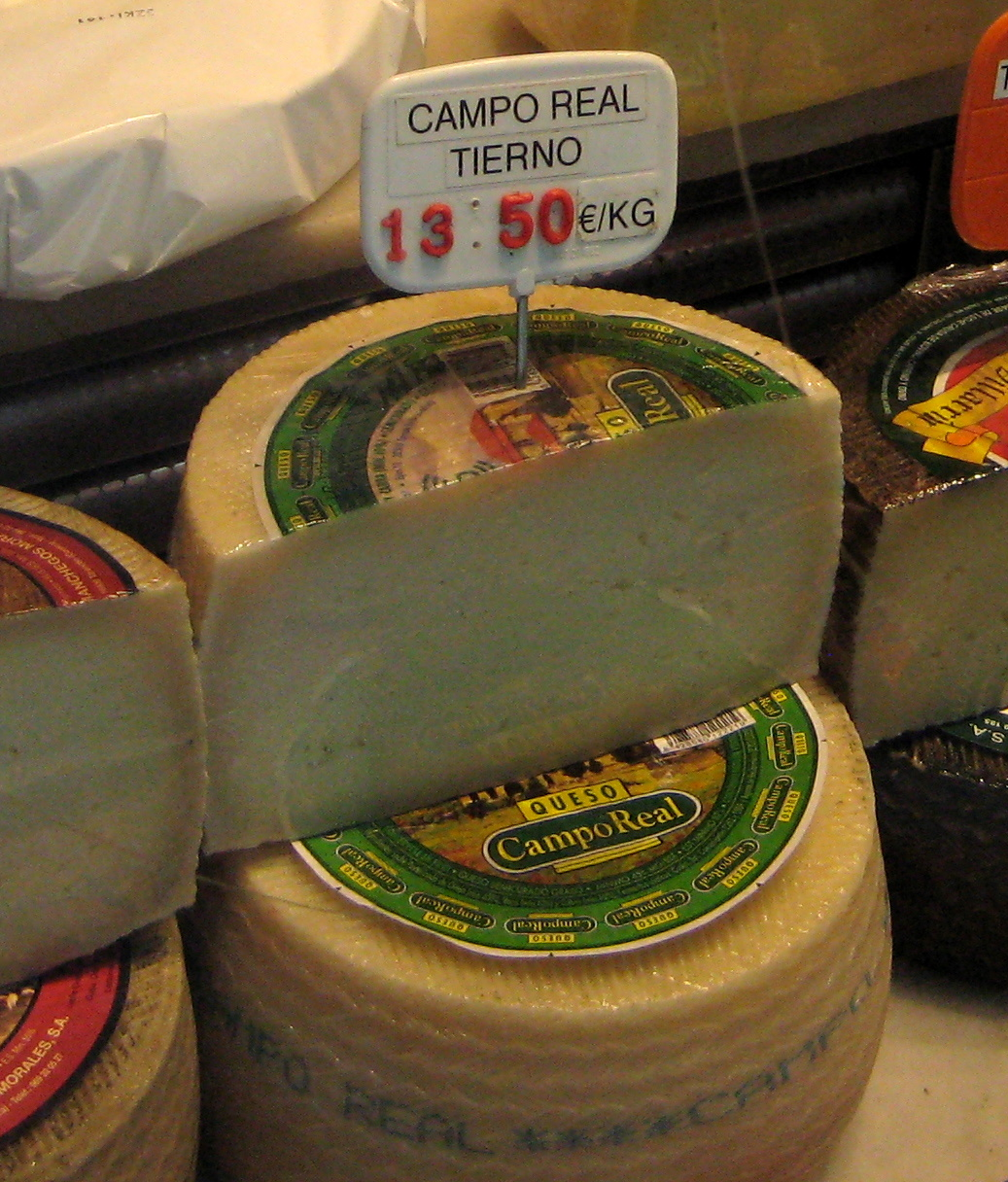
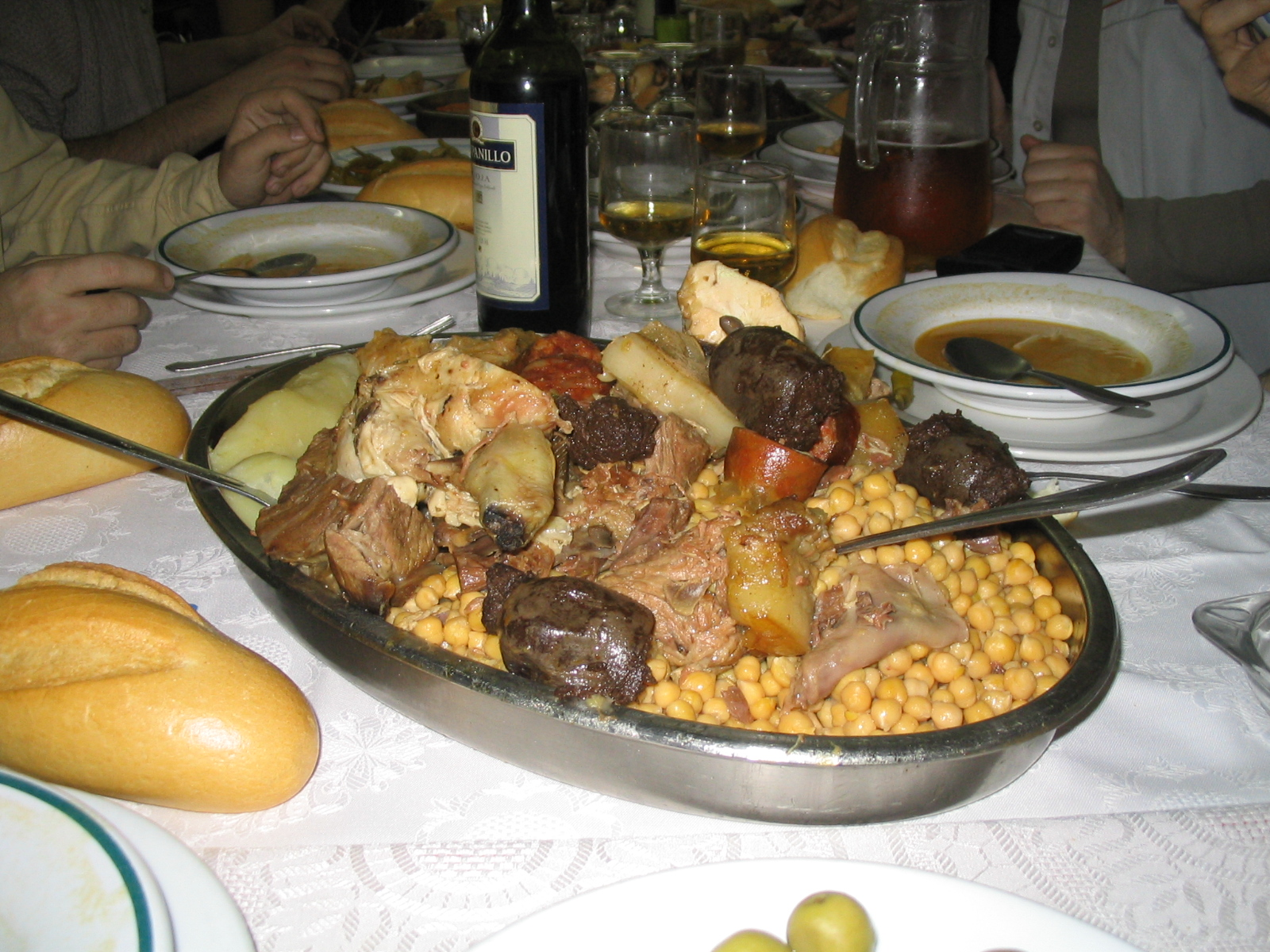
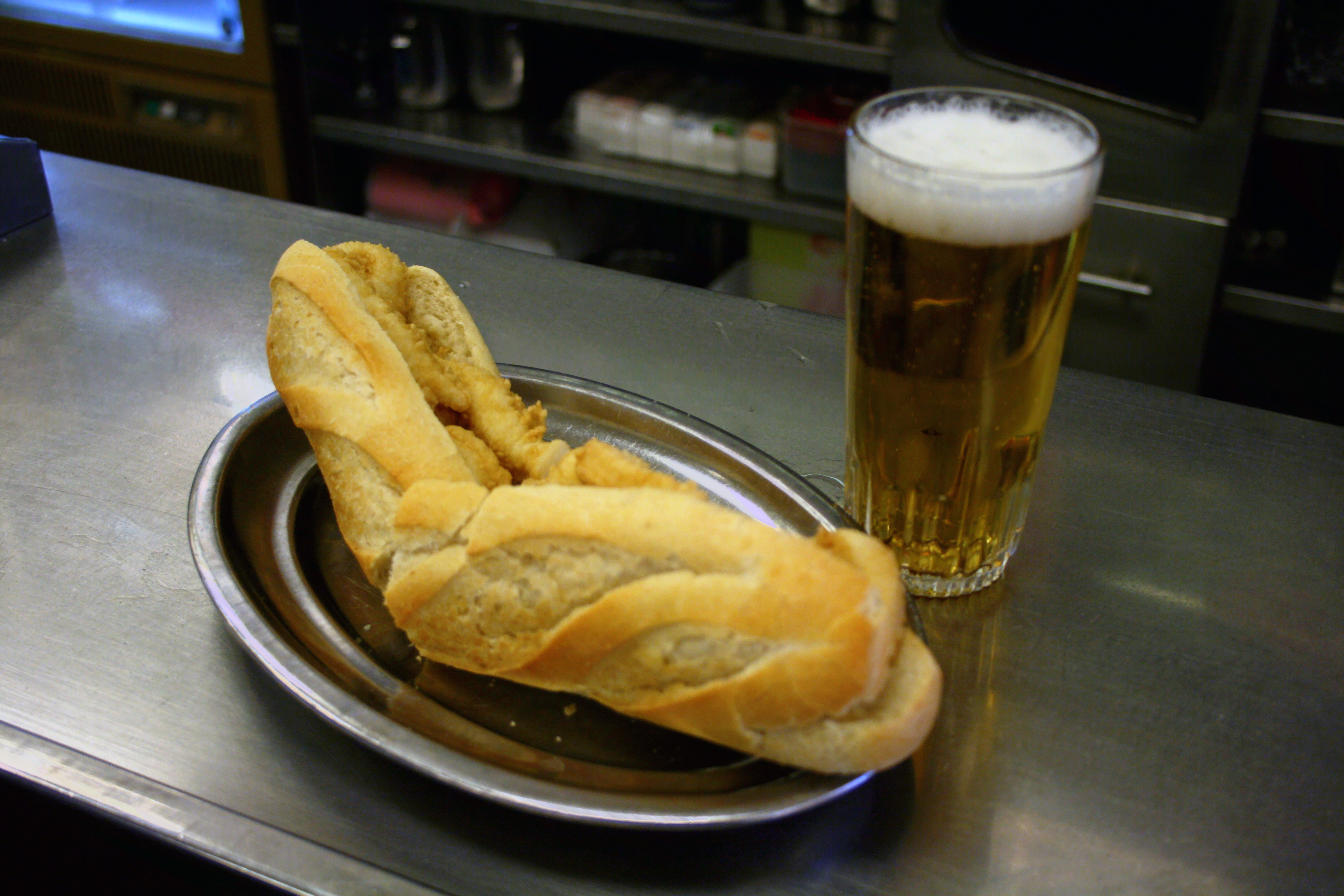
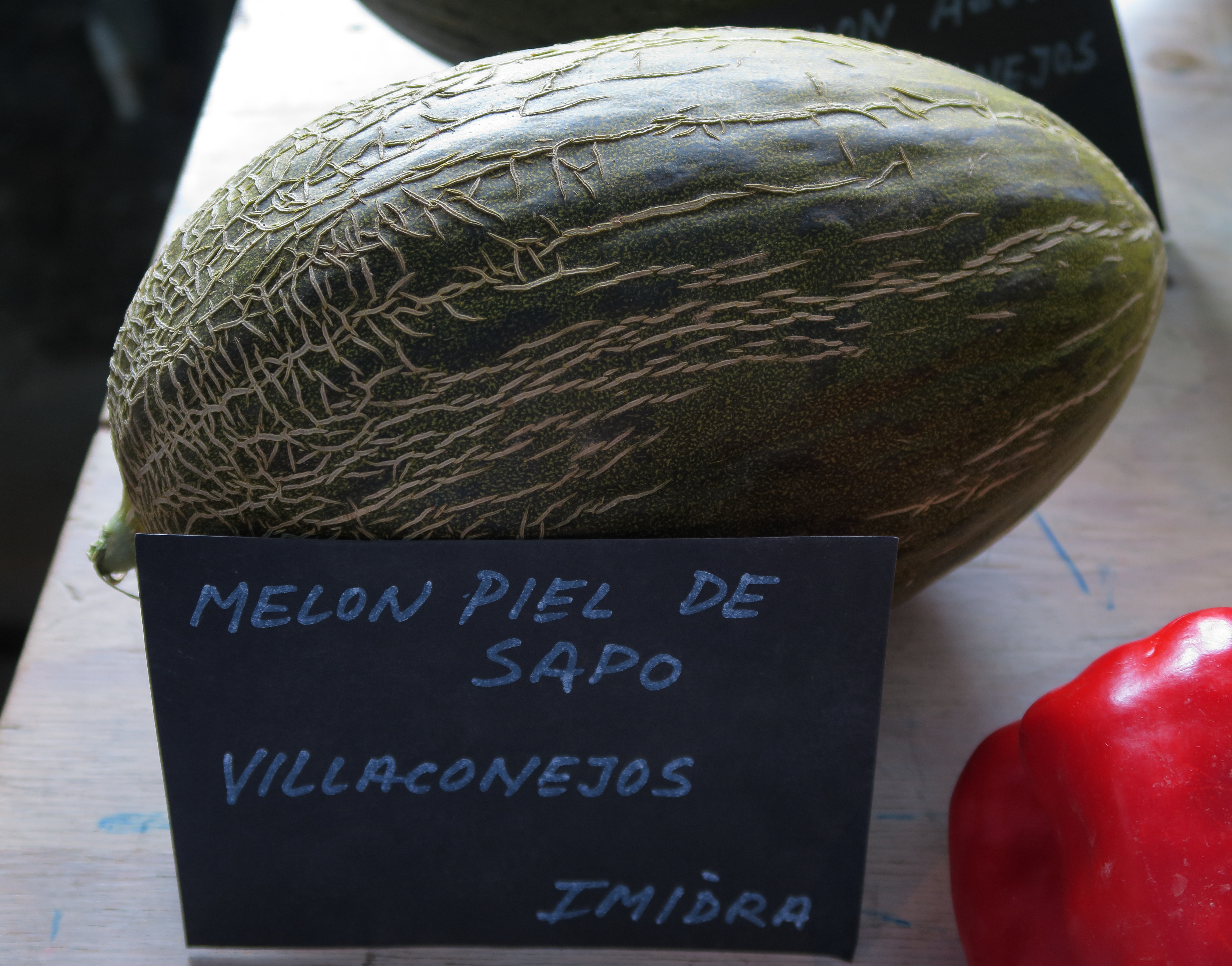
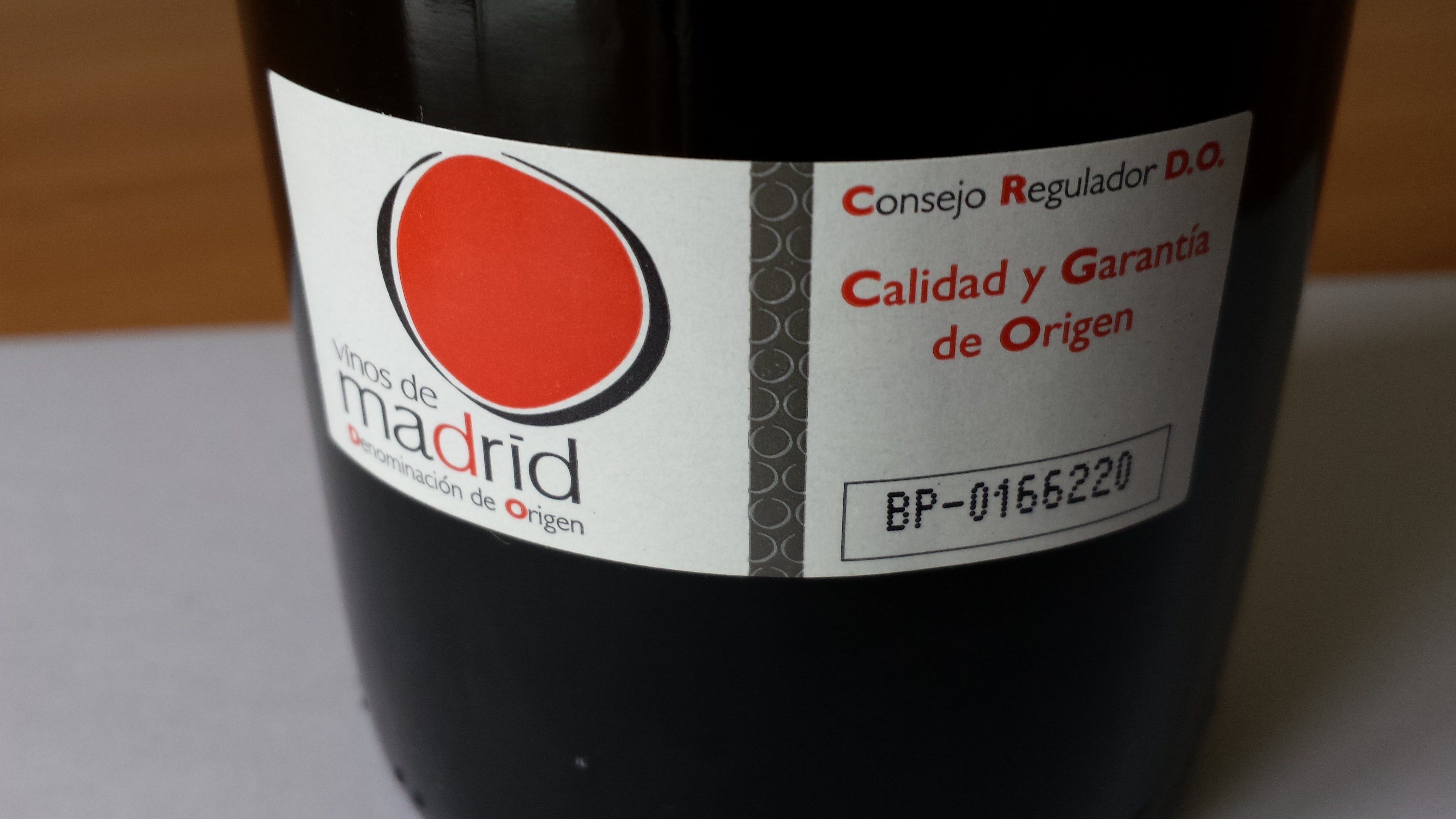